# Smarowacz
Smarowacz, smarownik – pracownik zatrudniony przy smarowaniu maszyn i urządzeń technicznych. 
Jego zadaniem jest dozór stanu urządzeń smarujących oraz uzupełnianie i wymiana olejów i smarów zgodnie z dokumentacją techniczno-ruchową.
Na stanowiskach: samodzielny smarownik, specjalista smarownik, główny smarownik (nazwa zależna od skali obowiązków) zajmuje się gospodarką smarowniczą: doborem specjalistycznych środków smarowych, analizą ich zużycia oraz planowaniem potrzeb, monitoringiem stanu maszyn poprzez stan oleju, odzyskiem i utylizacją.